# 山口県道321号和田上村線
山口県道321号和田上村線（やまぐちけんどう321ごう わだじょうそんせん）は、山口県周南市を通る一般県道である。

## 概要
周南市大字垰（たお）から周南市大字上村に至る。路線名称に使用されている和田とは1955年（昭和30年）11月1日に都濃郡南陽町に編入されるまで存在した佐波郡（2005年（平成17年）10月1日消滅）の村の名前であり、和田地区の一地域である周南市大字夏切の小字の一つでもある。

### 路線データ
- 起点：周南市大字垰（国道376号交点）
- 終点：周南市上村（山口県道・島根県道3号新南陽津和野線交点）

## 歴史
- 1976年（昭和51年）2月6日 - 山口県告示第91号により認定される。
- 2003年（平成15年）4月21日 - 新南陽市・徳山市・熊毛郡熊毛町、都濃郡鹿野町が対等合併して周南市が発足したことに伴い全区間が周南市域を通る路線になり、併せて起終点の地名表記が変更される。

## 地理

### 通過する自治体
- 山口県
  - 周南市

### 交差する道路
| 交差する道路                         | 交差する場所   | 交差する場所 |
| ------------------------------------ | -------------- | ------------ |
| 国道376号 山口県道180号串夜市線 重複 | 大字垰（たお） | 起点         |
| 山口県道・島根県道3号新南陽津和野線  | 大字上村       | 終点         |

### 沿線
- 徳山国際カントリー倶楽部四熊コース
- 周南市立菊川中学校